# Rimska Dakija
Rimska Dakija (latinsko Dacia Traiana ali Dacia Felix, romunsko Dacia romană) je bila rimska provinca med letoma 106 in 271 ali 275. Njeno ozemlje je obsegalo današnjo vzhodno in jugovzhodno Transilvanijo, Banat ter Oltenijo v sedanji Romuniji. Dakija je bila od samega začetka organizirana kot cesarska provinca in ostala taka skozi celotno obdobje rimske zasedbe. Zgodovinarji ocenjujejo, da je imela 650.000–1.200.000 prebivalcev.
Osvajanje Dakije je dokončal cesar Trajan (vladal 98–117) po dveh velikih vojnih pohodih proti Decebalovemu Dačanskemu kraljestvu. Rimljani niso nikoli zasedli celotnega Dačanskega kraljestva, ker so v večjem delu Moldavije, Maramurešu in Crişani tudi po rimski osvojitvi vladali Svobodni Dačani. Rimska provinca Dakija je bila leta 119 razdeljena na provinci Gornjo Dakijo (Dacia Superior) in Spodnjo Dakijo (Dacia Inferior, kasneje preimenovana v Dacio Malvensis). Leta 124 (ali 158) je bila Gornja Dakija razdeljena na provinci Dacia Apulensis in Dacia Porolissensis. Med markomanskimi vojnami sta bili vojaška in sodna oblast združeni in podrejeni enemu samemu guvernerju z dvema podrejenima senatorjema (legati legionis). Provinca se je preimenovala v Tri Dakije (Tres Daciæ) ali preprosto v Dakijo (Dacia). 
Rimska oblast je v Dakiji izvedla množično in organizirano kolonizacijo. Odprla je nove rudnike in povečala obseg izkoriščanja rud, v provinci pa je cvetelo tudi poljedelstvo, živinoreja in trgovina. Z žitom je začela oskrbovati vojaštvo ne samo doma, ampak tudi na ostalem Balkanu. Provinca je postala zelo urbanizirana, saj je imela 11 ali 12 znanih mest, od katerih je osem imelo najvišji položaj kolonije (colonia). Število mest je bilo kljub temu manjše kot v drugih provincah v regiji. Vsa mesta so se razvila iz starih vojaških taborov. Finančno, versko in sodno središče vseh treh podenot province je bila Ulpia Traiana Sarmizegetusa, v kateri je bil sedež cesarskega prokuratorja (državnega finančnega uradnika). Sedež vojaškega guvernerja vseh treh podenot province in njegov štab sta bila v Apulu, ki ni bil samo največje mesto v provinci, ampak ob vsej donavski meji cesarstva. 
Provinca je bila od samega začetka vojaško in politično ogrožena. Njeni stalni tekmeci so bili sosednji Svobodni Dačani (Daci liberi), ki so jo po združitvi s Sarmati med vladanjem Marka Avrelija stalno nadlegovali. Po mirnejšem obdobju od vladanja Komoda do Karakala (180-217) so začeli provinco ponovno pustošiti, tokrat Karpi, dačansko pleme, ki se je povezalo z ravnokar prišlimi Goti. Goti so v tistem času postali resna grožnja Rimskemu cesarstvu. Rimski cesarji, ki so spoznali, da postaja ohranjanje oblasti v Dakiji vedno težje, so bili v 270. letih prisiljeni Dakijo zapustiti. Postala je prva dolgoletna rimska posest, ki so jo zapustili. Provinco so leta 248-250 opustošila germanska plemena (Goti, Tajfali in Bastarni), katerim so se pridružili Karpi, leta 258 in 263 Karpi in Goti, leta 267 in 269 pa Goti in Heruli. Antični viri pišejo, da je bila Dakija izgubljena že med vladanjem cesarja Galijena (vladal 253-268), vendar istočasno poročajo, da je bil Avrelijan (vladal 270-275) tisti, ki se je odrekel Dacii Traiani. Iz Dakije je umaknil svojo vojsko in državno upravo in ustanovil Dacio Aureliano z upravnim središčem v Serdici, sedanji Sofiji, v Spodnji Meziji. 
Usoda romaniziranega prebivalstva nekdanje province Dacie Traiane je bila predmet živahnih prerekanj. Ena od teorij trdi, da se je latinski jezik, ki so ga govorili v antični Dakiji, postopoma pretvoril v romunskega. V istem procesu so se iz starih Dako-romanov, romaniziranih prebivalcev Dacie Traiane, razvili sodobni Romuni. Nasprotna teorija trdi, da so Romuni potomci romaniziranih prebivalcev rimskih provinc na Balkanskem polotoku. 

## Dačansko kraljestvo in Rimsko cesarstvo
Dačani in Geti so že pred vključitvijo Dakije v Rimsko cesarstvo pogosto prihajali v stik z Rimljani. Rimsko zanimanje za ozemlje ob spodnji Donavi se je povečalo, ko je Burebista (vladal 82-44 pr. n. št.) združil domorodna plemena in začel agresivno širiti svoje ozemlje. Njegovo kraljestvo se je na zahodu razširilo do Panonije in na vzhodu doseglo Črno morje. Na jugu se je njegova oblast začela širiti na Balkan.
Leta 74 pr. n. št. so rimske legije pod poveljstvom Gaja Skribonija Kurija dosegle spodnjo Donavo in prišle v stik z Dačani. Rimljani so bili zaskrbljeni predvsem zaradi Burebistove naraščajoče moči in vpliva ter njegovega aktivnega poseganja v rimsko politiko. Njegova odločitev tik pred bitko pri Farzalu, da bo posegel v rimsko državljansko vojno in podprl Pompeja, je po Pompejevi spravi s Cezarjem obrnila Cezarjevo pozornost proti Dakiji. Cezar je v svoje načrte za pohod proti Partom leta 44 pr. n. št. vključil pohod preko Dakije, na katerem bi mimogrede uničil kralja Burebista in njegovo kraljestvo. Načrtovani pohod se zaradi Cezarjevega uboja leta 44 pr. n. št. ni zgodil, Burebista pa je naredil napako, da ni v celoti združil plemen, katerim je vladal. Po zaroti, v kateri so ga umorili, je njegovo kraljestvo razpadlo na štiri politične entitete, kasneje celo na pet, v katerih so vladali nepomembni in šibki kralji.
Od Burebistove smrti do Decebalovaga vzpona na oblast se je rimska vojska še naprej spopadala z Dačani in Geti. Stalni vpadi dačanskih plemen v sosednji rimski provinci Mezijo in Panonijo so vzpodbudili lokalne guvernerje in cesarje k številnim kazenskim pohodom proti njim. Takšno socialno, diplomatsko in politično stanje je trajalo večino predrimskega obdobja. Rimljani so posameznim pomembnim Dačanom kot prijateljem in zaveznikom (amicii et socii) občasno podeljevali priviligirane položaje, kar je do vladavine cesarja Oktavijana utrdilo rimsko pokroviteljstvo nad nekaterimi vplivnimi Dačani. Dober primer takšnega pokroviteljstva se je pokazal v Oktavijanovi vojni z Markom Avrelijem, v kateri je Oktavijan iskal zaveznike med vsemi tujimi vladarji, ki bi lahko ogrozili Antonijeve evropske province. Leta 35 pr. n. št. je Dačanom ponudil zavezništvo in poroko s hčerko dačanskega kralja Kotisa, Kotisu pa bi dal v zamož svojo hčerko Julijo. Rimski običaj jemanja kraljevskih talcev, ki naj bi se pojavil v prvi polovici 1. stoletja pr. n. št., je zagotovo nastal po Oktavijanu in se prakticiral v poznem predrimskem obdobju.
Rimski antični viri dokazujejo, da so bili v Dakiji že pred rimsko osvojitvijo prisotni rimski trgovci in umetniki ter da je bila raj za pobegle rimske sužnje. Kulturna in trgovska menjava je postopoma razširila rimski vpliv po celi regiji, kar je bilo najbolj prepoznavno na ozemlju okoli gorovja Orăştie.
S prihodom Flavijske dinastije, še posebno med vladanjem cesarja Domicijana, so se konflikti ob srednji in spodnji Donavi začeli stopnjevati. Leta 84 ali 85 so Dačani pod vodstvom kralja Decebala vdrli preko Donave, opustošili Mezijo in ubili njenega guvernerja Opija Sabina. Domicijan je zaradi njihovih vpadov Mezijo reorganiziral v Gornjo in Spodnjo Mezijo ter sprožil vojno proti Decebalu. Ker zaradi težav na germanski meji vojne ni mogel dokončati, je z Dačani sklenil mirovno pogodbo, zaradi katere je bil deležen ostrih kritik. Omenjena dogajanja so bila uvod v Trajanove vojne za osvojitev Dakije. Trajan je s svojimi legijami prečil Donavo in se med prodiranjem v Dakijo osredotočil predvsem na pomembno ozemlje okoli gorovja Orăştie. Leta 102 se je niz spopadov končal s pogajanji in sklenitvijo mirovne pogodbe, po kateri je moral Decebal porušiti svoje trdnjave in dovoliti nastanitev rimske garnizije v Sarmizegetusi Regii (Grădi ș tea Muncelului, Romunija), ki bi zagotavljala izvajanje določil mirovna pogodbe. Trajan je svojemu inženirju Apolodorju iz Damaska ukazal, naj naredi načrt in zgradi most preko Donave v Drobeti.
Trajanov drugi vojni pohod v Dakijo leta 105–106 je bil, kar se širitve ozemlja in osvajanja tiče, zelo specifičen. Njegova ofenziva je bila usmerjena predvsem na Sarmizegetuso Regio. Rimljani so oblegali Decebalovo prestolnico, ki se je vdala in bila zatem porušena. Dačanski kralj se je s peščico svojih pristašev umaknil v gore. Njihovo upiranje je bilo kratkotrajno in Decebal je naredil samomor. Drugi dačanski plemiči so se predali ali prišli v rimsko ujetništvo. Eden od njih je razkril mesto dačanskega kraljevega zaklada, ki je bil izjemno bogat. V njem je bilo 226.800 kg zlata in 453.600 kg srebra.

## Dakija pod antoninskimi in severskimi cesarji (106–235)

### Ustanovitev (106-117)
Dakija je po priključitvi Decebalovega kraljestva postala rimska provinca. Njena priključitev je bila šele druga po Avgustovi smrti skoraj stoletje pred tem. Rimljanom je preostala samo še pokoritev Decebalovih zaveznikov Sarmatov na severu, ki je zahtevala številne vojne pohode in je bila končana šele leta 107. Rimske legije so kljub temu začele konec leta 106 ob mejah graditi nove kastre. Trajan se je sredi junija leta 107 vrnil v Rim.
Rimski viri so Dakijo 11. avgusta 106 uvrstili med cesarske province. Upravljal jo je cesarski legat s položajem konzula z dvema pomočnikoma (legatus legionis), ki sta poveljevala vsak svoji dačanski legiji. Za pobiranje davkov in oskrbovanje vojske je bil zadolžen procurator Augusti. Ozemlje, ki ga je osvojil Trajan, je bilo razdeljeno med novoustanovljeno provinco Dakijo in obstoječe province, ki so mejile nanjo. Spodnji Meziji je pripadlo ozemlje kasnejše južne Moldavije, Mutenija in Vzhodna Oltenija, medtem ko je Trajanovi Dakiji pripadla zahodna Oltenija, Transilvanija in Banat.
Provinco Mezijo je cesar Domicijan leta 86 razdelil na Gornjo Mezijo z upravnim središčem v Singidunu, sedanjem Beogradu v Srbiji, in Spodnjo Mezijo z upravnim središčem v Konstanci v sedanji Romuniji. Njena zahodna meja je bila odprta proti obširni Panonski nižini, v kateri so prebivali sarmatski Jazigi. Severna Moldavija je bila naseljena z Bastarni, Roksolani in Karpi, medtem ko so v severni Transilvaniji prebivali preostali neromanizirani Dačani in dačanski Kostoboki.
Pretvarjenje Dakije v rimsko provinco je bil zelo zahteven proces, v katerem so se uporabile vse tradicionalne rimske metode, med njimi gradnja mestne infrastrukture, pod katero so spadala rimska kopališča, forumi in templji, gradnja cest ter ustanavljanje kolonij upokojenih vojakov. Cesarska vlada je kljub temu težko prepričala svoje prebivalce, da bi se iz starih provinc preselili v Dakijo.
Takojšnja posledica vojn, ki so privedle do rimske zmage, je bilo občutno zmanjšanje števila prebivalcev. Kriton iz Herakleje, glavni zdravnik in prokurator cesarja Trajana, je zapisal, da je bilo zasužnjenih in odpeljanih približno 500.000 Dačanov. Del sužnjev so odpeljali v Rim za gladiatorske igre (lusiones), ki so bile del proslav ob Trajanovem triumfu. Rimljani so upad prebivalstva poskušali omiliti s kolonizacijo in začeli ustanavljati mestna središča za rimske državljane in nedržavljane iz celega cesarstva. Domorodni Dačani so kljub temu ostali na obrobju province in v podeželskih okoljih. Lokalno elito so s podeljevanjem privilegijev vzpodbujali k podpiranju provincijske administracije, kar je bilo del utečene rimske kolonialne prakse.
Trajan je kakšnih 40 kilometrov zahodno od porušene Sarmizegetuse Regie ustanovil novo upravno središče Ulpia Traiana Sarmizegetusa, ki je bilo sprva baza IV. legije Flavia. V mesto so se kmalu zatem naselili veterani dačanskih vojn, predvsem iz V. legije Macedonica, XI. legije Caludia in XIV. legije Gemina.
Med Trajanovo vladavino se je po splošnem prepričanju zgradila mreža cest, ki je obstoječe naravne povezovalne poti pretvorila v tlakovane rimske ceste. Kasneje se je cestno omrežje še razširilo. Na Trajanov poseben ukaz sta se v resnici zgradili samo dve cesti. Prva je bila glavna cesta, ki je povezovala vojaška tabora v Napoci in Potaissi. Napisi na Aitonskem miljniku kažejo, da so ta del ceste dokončali med letoma 109 in 111. Druga je bila glavna cesta skozi Apulum, ki je vodila od Črnega morja na vzhodu v notranjost Panonske nižine na zahodu in verjetno še naprej.
| Ime                   | Od  | Do      |
| --------------------- | --- | ------- |
| Julij Sabin           | 105 | 107/109 |
| D. Terencij Skavrijan | 109 | 110/111 |
| C. Avidij Nigrin      | 112 | 113     |
| Q. Bebij Macer        | 114 | 114     |
| C. Julij Kvatrat Bas  | ?   | 117     |

### Prva reorganizacija (117-138)
Hadrijan je za Trajanovo smrt izvedel v Antiohiji v Siriji, vendar se ni mogel vrniti v Rim, ker je judejski guverner Kvadrat Bas, ki bi moral na Trajanov ukaz varovati nova dačanska ozemlja severno od Donave, na vojnem pohodu umrl. Ker je bil Trajan z več legijami in številnimi pomožnimi enotami pred smrtjo na pohodu proti Partskemu cesarstvu, so ostale Dakija in druge obdonavske province slabo branjene. Roksolani, ogorčeni zaradi odločitve, da jim Rimljani ne bodo več plačevali davka, ki jim ga je obljubil Trajan, so se združili z Jazigi in se uprli Rimu. Hadrijan je z vzhoda proti njim poslal vojsko in takoj, ko je bilo mogoče, tudi sam zapustil Sirijo.
Hadrijan je postajal vedno bolj razočaran zaradi stalnih težav na ozemljih severno od Donave, zato se je nameraval umakniti iz Dakije. Zaskrbljen zaradi nevarnosti, da bodo barbari vdrli preko reke Olt na jug in napadli številne Trajanove kolonije ter kastrum v Bersobisu, je iz previdnosti ukazal razstaviti Apolodorjev most čez Donavo.
Leta 118 je krenil na pohod proti Roksolanom in Jazigom in jih porazil, vendar je za Roksolane ponovno uvedel subvencije in se odločil, da bo opustil nekaj ozemlja, ki ga je osvojil Trajan. Južno Moldavijo, jugovzhodni rob Karpatov in ravnice Mutenije in Oltenije, ki so bile priključene Spodnji Meziji, je vrnil Roksolanom in Spodnja Mezija se je vrnila na meje pred osvajanjem Dakije. Dele Spodnje Mezije severno od Donave je odcepil in jih vključili v novo provinco Spodnjo Dakijo (Dacia Inferior). Trajanova prvotna provinca Dakija se je preimenovala v Gornjo Dakijo (Dacia Superior). IV. legijo Flavia Felix je iz njene baze v Ulpii Traiani Sarmizegetusi v premestil v Gornjo Mezijo.
Leta 124 je bila v severnem delu Gornje Dakije ustanovljena dodatna provinca Dacia Porolissensis, ki je v grobem obsegala severozahodno Transilvanijo. Zaradi ustaljene prakse, da lahko v provincah, v katerih je bila nastanjena več kot ena legija, funkcijo cesarjevega legata opravljajo samo nekdanji konzuli, je Gornjo Dakijo upravljal senator pretorskega ranga. Pod svojim poveljstvom je imel eno samo legijo, stacionirano v Apulu. Spodnja Dakija in Dakija Porolissensis sta bili pod poveljstvom prezidijskih prokuratorjev z rangom duksa.
Hadrijan je v svoji novi provinci intenzivno izkoriščal njena rudna bogastva. Kasneje je dohodke, ustvarjene v rudarstvu, monopoliziral z dajanjem rudnikov v zakup pripadnikom viteškega reda. V rudarstvu je bilo zaposleno veliko število ljudi. Leta 124 je obiskal Napoco in mesto povzdignil v municipij.

### Utrditev (138-161)
S prihodom Antonina Pija na rimski prestol je cesarstvo dobilo vladarja, ki je skrbno gledal na obrambo provinc. Veliko število miljnikov iz njegovega obdobja dokazuje, da je še posebej skrbel za stalno vzdrževanje cest. Žigi na strešnikih amfiteatra v Ulpii Traiani Sarmizegetusi, ki je bil zgrajen v najzgodnejših letih kolonije, kažejo, da je bil obnovljen prav med njegovo vladavino. Poleg tega je obnovil tudi izpostavljeni tabor v Porolissu pri sedanjem Moigradu v Romuniji in okrepil njegovo obzidje.
Po uporu okoli leta 158 je Antonin Pij znova reorganiziral dačanske province. Dacia Porolissensis v sedanji severni Transilvaniji in njeno središče Porolissum sta ostala taka, kot sta bila. Gornja Dakija, ki je obsegala Banat in južno Transilvanijo, se je preimenovala v Dacio Apulensis s središčem v Apulumu, medtem ko se je Spodnja Dakija, ki je obsegala Oltenijo, preimenovala v Dacio Malvensis. Njeno središče je bila Romula, sedanji Reşca Dobrosloveni v Romuniji. Vsako pokrajino je, tako kot pod Hadrijanom, upravljal prokurator iz viteškega reda. Vsi prokuratorji so bili podrejeni senatorskemu guvernerju v Apulensisu.

### Markomanske vojne in njhove posledice (161-193)
Kmalu po prihodu Marka Avrelija na rimski prestol leta 161 so se na rimskih severnih mejah začele težave zaradi vdorov obmejnih germanskih plemen, na katera so pritiskali priseljenci s severa. Cesar je zato leta 166 ponovno reorganiziral Dakijo in njene tri podprovince združil v eno. Ker je provinca zdaj imela dve legiji, XIII. legijo Gemina v Apulu in V. makedonsko legijo v Potaissi, je moral novi cesarski legat imeti rang konzula. Mark Avrelij je na to mesto imenoval Seksta Kalpurnija Agrikola. Upravno središče province je postala Ulpia Traiana Sarmizegetusa.
Severna, vzhodna in zahodna meja Dakije so bile izpostavljene in težko branljive. Ko so se vdori barbarov med vladavino Marka Avrelija nadaljevali, je cesar okrepil obrambo njenih meja in s tem izpostavil Gornjo ter Spodnjo Mezijo. Leta 166 in 167 so začela v Panonijo, Norik in Retijo preko Donave vdirati barbarska plemena Kvadov in Markomanov ter prodrla vse do Dakije in Mezije. Vojna je po letu 167 verjetno zajela tudi severno Dakijo, ko so nanjo pritisnili iz Panonije pregnani Jazigi in zavzeli zlate rudnike v Alburnusu Maior, sedanji Roşii Montani v Romuniji. Najkasnejši datum, ki so ga odkrili na voščenih tablicah, skritih v rudniških rovih, je 29. maj 167. Markomani so požgali predmestne vile v Ulpiji Trajani Sarmizegetusi in tabor v Slăvenih. Ko je Mark Avrelij prišel do Ogleja, so Jazigi zajeli že več kot 100.000 rimskih ujetnikov.
Boji v Dakiji so se nadaljevali še naslednji dve leti. Leta 169 je Agrikola predal svoje poveljstvo, ker je morda umrl zaradi kuge ali padel v bitki. Cesar se je odločil, da bo provinco začasno ponovno razdelil na tri podprovince. Upravljanje osrednje podprovince Dacie Apulensis je prevzel cesarski legat Gornje Mezije Mark Klavdij Fronto. Dacio Malvenis je verjetno prevzel njegov prokurator Makrinij Avit, zmagovalec nad Langobardi in Obijci. V tem času je bil prokurator v Dakiji tudi bodoči cesar Pertinaks, vendar njegova natančna vloga ni znana. Bil je zelo nepriljubljen in zato odpoklican. Leta 170 je Mark Avrelij provinco preimenoval v Tri Dakije in za njenega guvernerja imenoval Kavdija Fronta. Kasneje istega leta se je Frontova guvernatura razširila še na Gornjo Mezijo. Na tem položaju ni bil prav dolgo, ker so ga konec leta porazili in ubili Jazigi. Na položaju guvernerja Dakije ga je zamenjal Sekst Kornelij Klemens.
Leta 170 so na svoji poti proti jugu Dakijo preplavili Kostoboki, ki so bili naseljeni v severni ali severovzhodni Dakiji. Oslabelo cesarstvo leta 171 ni moglo preprečiti vdiranja tujih plemen v izpostavljeno Dakijo in Mark Avrelij je bil prisiljen v diplomatska pogajanja, s katerimi je poskušal prekiniti nekaj barbarskih zavezništev. Leta 171 so Dakijo napadli še Astingi, porazili Kostoboke in uničili več rimskih kastrov, med njimi tudi trdnjavo v Tibisku (sedanja Jupa v Romuniji), in se zatem obrnili proti prestolnici Ulpii Traiani Sarmizegetusi. Rimljani so se z Astingi začeli pogajati in se dogovorili, da bodo zapustili Dakijo in se naselili na ozemlju Kostobokov. Medtem so zaradi strahu, da bi vdrli v Dakijo, zemljo dodelili tudi približno 12.000 pripadnikom razlaščenih plemen, ki so tavala po obrobju province.
Plemena, ki so mejila na Dakijo na vzhodu, na primer Roksolani, v vsem tem obdobju niso sodelovala v množičnem napadu na Rimsko cesarstvo. Starejši zgodovinarji so na to gledali kot na posledico ustanovitve province Dakije. Nekateri sodobni avtorji menijo, da so omenjena plemena zaradi pritiska germanskh plemen na njihove severne meje podpirala nadaljevanja statusa quo med Rimljani in svojimi odvisnimi vladarji. Leta 173 so bili Markomani poraženi, vojna z Jazigi in Kvadi pa se je nadaljevala in zaradi zelo močnega odpora Jazigov zahtevala hitro premestitev legij v severozahodno Dakijo. Rimljani so zato zgadili cesto med Porolissom in Napoco. Jazigi in Kvadi so pozimi 172-173 napadli rimske trdnjave ob Tisi in Donavi.
Mark Avrelij je zato vso svojo pozornost usmeril proti Jazigom in Kvadom. Leta 174 je v bitki na zamrznjeni Donavi zdrobil Kvade, ki so po porazu zaprosili za mir, in zatem krenil proti Jazigom. Po njihovem porazu in izgonu iz Dakije ga je rimski senat leta 175 nagradil z naslovom Samarticus Maximus. Mark Avrelij se je zavedal, da mora najti stalno rešitev problemov na severnih mejah cesarstva, zato je ukinil nekaj omejitev, ki so veljale za Markomane in Jazige. Jazigom je celo dovolil, da potujejo po Dakiji in trgujejo z Roksolani, dokler bodo za to imeli dovoljenje dačanskega guvernerja. Istočasno se je odločil, da bo izvedel načrt za pripojitev markomanskih in jaziških ozemelj in ustanovil novo rimsko provinco. Načrte mu je preprečil upor Avidija Kasija.
Ker je bil cesar nujno potreben tudi drugje, je Rim ponovno vzpostavil sistem zavezništev s plemeni ob severni meji. Pritisk s severa se je s prihodom in naseljevanjem germanskih plemen na severni dačanski meji kljub temu kmalu spet okrepil in sprožil novo vojno. Leta 178 je Mark Avrelij za guvernerja Treh Dakij imenoval verjetno Pertinaksa in se naslednje leto odpravil na pohod proti Kvadom in Burom severno od Donave. Po zmagi je nameraval osvojeno ozemlje na severozahodu Dakije pretvoriti v novo rimsko provinco, vendar je leta 180 umrl. Nasledil ga je sin Komod, ki ga je spremljal na pohodu. Mladi naslednik je hitro sklenil mir s sovražnimi plemeni in se vrnil v Rim.
Konflikti in razprtije v Dakiji so se nadaljavale tudi med Komodovo vladavino. Notorično nezanesljiva Historia Augusta omenja manjše nemire, ki so izbruhnili v Dakiji okoli leta 185. Isti vir piše tudi o porazu dačanskih plemen, ki so bila naseljena izven province. Komodovi legati so opustošili kakšnih sedem kilometrov širok pas ozemlja severno od kastra v sedanjem okrožju Kluj, s katerim so želeli vzpostavili tamponsko ozemlje, ki naj bi preprečilo vdore barbarov.

### Oživitev pod Severji
Med vladanjem Septimija Severja je v provinci zavladal mir, saj v tem obdobju ni bilo nobenega dokumentiranega vdora tujcev. Vojaške tabore, ki so bili uničeni v preteklih vojnah, so obnovili. Sever je vzhodno mejo province pomaknil kakšnih 14 km vzhodno od reke Olt in dokončal limes Transalutanus. Na limesu, ki se je raztezal od Flămânde v bližini Donave na jugu do Cumidave, sedanjega Bretcuja v Romuniji na severu, je bilo na razdalji približno 225 km zgrajenih 14 utrjenih taborov. Med njegovim vladanjem se je po celi provinci povečalo tudi število municipijev, medtem ko je v Ulpii Traiani Sarmizegetusi in Apulu začelo veljati italsko pravo (ius Italicum).
Sever je s svojimi vojaškimi reformami med drugim dovolil rimskim vojakom, da prebivajo v spremljajočih civilnih naseljih (canabae)  izven utrjenih taborov, obdelujejo zemljo in se poročajo z domačinkami. Če je bil vojak rimski državljan, so tudi otroci iz njegovega zakona dobili rimsko državljanstvo. Vojakom, ki niso bili rimski državljani, in njihovim otrokom so rimsko državljanstvo podelili ob odpustu iz vojske.
Severjev naslednik Karakala je želel povečati dohodke od davkov in okrepiti svojo priljubljenost, zato je vsem odraslim moškim v cesarstvu, razen sužnjem, podelil rimsko državljanstvo. Utrjevanje dačanskega limesa na vzhodni meji se je nadaljevalo.
Karakala je na svojem pohodu na vzhod proti Partom šel skozi Dakijo, kjer je z diplomatskimi manevri poskušal omajati zavezništvo med nasprotnimi plemeni, predvsem med Markomani in Kvadi. V Porolissu je pod pretvezo, da se bo z njim pogajal, ubil kvadskega kralja Gajobomarja, in se spopadel z najmanj enim od obdonavskih plemen. Nekateri sodobni avtorji trdijo, da je vzhodno mejo Dakije pomaknil kakšnih 50 km vzhodno od reke Olt. Leta 218 je njegov naslednik Makrin v Dakijo vrnil veliko Karakalovih neromaniziranih dačanskih talcev, morda zaradi nemirov, ki so jih povzročila plemena po Karakalovem uboju.
V Dakiji se je ohranilo nekaj napisov iz obdobja zadnjega severskega cesarja Aleksandra Severja iz katerih je razvidno, da se je med njegovo vladavino v Ulpii Traiani Sarmizegetusi sestal svet Treh Dakij in da so se v taboru Ad Mediam (sedanja Mehadia, Romunija) obnovila vrata, stolpi in pretorska palača (praetorium).

## Življenje v Dakiji

### Dačani
Dokazi o nadaljevanju obstoja domorodnega dačanskega prebivalstva v rimski Dakiji niso tako jasni kot pri Germanih, Keltih, Tračanih in Ilirih v drugih rimskih provincah. Podatki o Dačanih v rimskih mestih, ustanovljenih po priključitvi Dakije k Rimskemu cesarstvu, so zelo skromni.
Evtropij, katerega v krajših navedbah potrjujeta Kasij Dion in Julij Odpadnik opisuje splošno upadanje števila prebivalcev po obleganju Sermizegetuse Regie in samomoru kralja Decebala. Njegovi opisi dogodkov so sporni, ker v preostalih rokopisih v njegovem Breviarium ab Urbe condita, ki je glavni vir podatkov o depopulaciji Dakije po rimski osvojitvi, niso skladni. Nekatere različice opisujejo izkoriščanje ljudi, druge pa izkoriščanje stvari ali morda virov. Arheološki dokazi kažejo na nadaljevanje tradicionalnih dačanskih pogrebnih običajev in izdelovanja keramike, ki se je nadaljevalo ves čas rimske vladavine, tako na podeželju kot na obrobju province, kjer rimske oblasti sploh ni bilo. Zadnji prizor na Trajanovem stebru je mogoče razložiti na več načinov: prizor lahko prikazuje izseljevanje Dačanov, ki je še pospešilo upadanje števila prebivalcev, ali pa njihovo vračanje zaradi uklonitve rimski oblasti.
V rimsko Dakijo so se začeli priseljevati številni kolonisti iz celega cesarstva, vendar očitno samo v novoustanovljena rimska mesta. Pomanjkanje napisov z izvirnimi dačanskimi imeni v mestih kaže, da je bila med prebivalci v rimskih več etničnih urbanih središčih in domačini na podeželju široka vrzel.
Dačani so se najmanj dvakrat uprli rimskim oblastem. Prvi upor je bil leta 117 in je povzročil Trajanovo vrnitev z vzhoda, drugi, katerega je zatrl Mark Stacij Prisk, pa leta 158. 
Arheološki dokazi iz različnih tipov naselij, predvsem tistih v pogorju Oraștie, kažejo na namerno uničevanje gradišč med rimskim osvajanjem, kar pa ne izključuje njihove ponovne naselitve, ko se je stanje umirilo. Vasi z značilno dačansko arhitekturo, na primer Obreja in Noşlac, so nastale v 2. stoletju, se pravi v istem času kot rimska mestna središča.
Nekatera naselja, na primer Cetea in Cicau, jasno kažejo na nepretrgano naseljenost od predrimskega časa in v obdobju province. Najdena keramika kaže, da je bilo tako tudi v drugih delih province. Arhitekturne oblike, ki izvirajo iz predrimskega obdobja, na primer tradicionalne vkopane hiše in jamske shrambe, so se v rimskem obdobju ohranile tudi v mestih, na primer v Obreji. Arheologi so do sedaj odkrili približno 46 najdišč iz latenskega in rimskega obdobja. 
Povsod, kjer arheologija potrjuje neprekinjeno prisotnost domačega prebivalstva, odkriva tudi sočasen proces romanizacije. V dačanskih naseljih so poleg tradicionalne dačanske lončenine odkrili tudi lončenino rimske izdelave, ki se je gledovala po domačih izdelkih. Naraščajoča romanizacija Dakije je povzročila, da se je ohranilo samo nekaj izvirnih oblik posodja, na primer lonci in nizki pivski vrčki z debelimi stenami, imenovani dačanske čaše. Vsi predmeti so bili izdelani ročno, redko tudi na lončarskem vretenu. Na domovih se je ohranila uporaba starih dačanskih tehnik in vse vrste okraskov in orodij, ki so jih uporabljali pred prihodom Rimljanov. Arheološke najdbe z grobišč so pokazale, da je bilo prebivalcev veliko preveč, da bi jih lahko zaradi kakšnega koli razloga pregnali ali uničili. Rimljani vsekakor niso imeli dovolj sredstev, da bi odstranili veliko večino podeželskega prebivalstva na ozemlju, ki je merilo približno 300.000 km². Srebrn nakit iz grobov kaže, da nekatera grobišča niso bila dačanska in so zelo verjetno pripadala Karpom ali Svobodnim Dačanom, ki so se priselili v Dakijo pred letom 200.
Nekateri strokovnjaki imajo pomanjkanje civitates peregrinae za dokaz za rimsko depopulacijo Dakije, ki verjetno ne drži. Dakija je bila namreč pred vključitvijo v Rimsko cesarstvo kraljestvo z enim kraljem in brez regionalnih plemenskih struktur, ki bi jih Rimljani lahko spremenili v civitas, podobne tistim, ki so jih uspešno uvedli v drugih provincah cesarstva. Dačanska plemena, omenjena v Ptolemajevi Geografiji, lahko pomenijo prvotne upravne strukture, podobne tistim v Meziji, Panoniji, Dalmaciji ali Noriku.
Za epigrafe, ki so bili osrednji del rimskega kulturnega izražanja, se je zanimalo bolj malo Dačanov. Sodobnim zgodovinarjem to povzroča težave, ker epigrafi omogočajo preučevanje in razumevanje kulturnega in socialnega stanja v provinci. Dačani so ohranili svoja imena in kulturno prepoznavnost celo med naraščajočim vsiljevanjem rimskih kulturnih vrednot, ki je sledilo vključitvi Dakije v cesarstvo.
Dačanske moške so po ustaljeni rimski praksi rekrutirali v rimske pomožne enote in jih poslali v vse dele cesarstva od vzhodnih provinc do Britanije. Veksilacija Dacorum Parthica je spremljala cesarja Septimija Severja na njegovem pohodu proti Partom, medtem ko je bila I. kohorta Ulpia Dacorum nameščena v Kapadokiji. Dačani so bili vključeni tudi v II. kohorto Aurelia Dacorum s sedežem v Panoniji, Aelio Dacorum v rimski Britaniji in II. Augusto Dacorum milliaria v Spodnji Meziji. Ohranilo se je mnogo ostankov, ki izvirajo iz I. kohorte Aelia Dacorum, in napis, ki opisuje sico, značilno dačansko orožje, podobno kratkemu meču ali dolgemu bodalu. Na napisih so dačanski vojaki predstavljeni kot natione Dacus, kar lahko pomeni rojene Dačane, romanizirane Dačane, koloniste ali njihove potomce. Številne rimske vojaške diplome, izdane za dačanske vojake, ki so jih odkrili po letu 1990, kažejo, da so se vojni veterani vračali v svoje rojstne kraje. Veterani so po odpustu iz vojske po ustaljeni rimski praksi dobili rimsko državljanstvo.

### Kolonisti
Rimska Dakija je bila bolj ali manj romanizirana. Najbolj romanizirane so bile pokrajine ob Donavi, katere je skoraj v celoti obvladovala rimska administracija, čeprav v obliki, ki je bila delno barbarizirana. Dokaj romanizirano je bilo tudi prebivalstvo izven tega območja, ki je živelo v stiku z rimskimi legijami. Prebivalci v obrobnih pokrajinah, med katere so spadali severni deli Maramuresa, Crisana in Moldavija, so bili kljub temu, da med njimi ni bilo rimskih legij, uradno politično, socialno in gospodarsko pod rimsko oblastjo. V teh pokrajinah so bili naseljeni Karpi, ki se pogosto omenjajo tudi kot Svobodni Dačani. 
Rimljani so poskušali napolniti mesta in dobiti delovno silo za obdelovanje polj in izkoriščanje rudnikov in začeli v Dakiji naseljevati zelo raznovrstne koloniste iz celega rimskega sveta. Na ohranjenih napisih je približno 3-000 imen, od kateri je približno 2-200 (74 %)  latinskih, 420 (14 %)  grških, 120 (4 %) ilirskih, 70 (2,3 %) keltskih, 60 (2 %) dakotračanskih in 60  (2 %) semitskih iz Sirije. Kolonisti so bili, ne glede na njihovo poreklo, fizični predstavniki rimske civilizacije, ki so s seboj prinesli najbolj učinkovit mehanizem romanizacije – latinski jezik, ki je postal nova lingua franca.
Prvo naselbino v Sarmizegetusi so zgradili rimski državljani, ki so se upokojili po služenju v rimskih legijah. Velik del veteranov je bil po poreklu iz Norika in zahodne Panonije.
Rimljani so iz Dalmacije pripeljali ilirske Piruste, ki so bili izkušeni rudarji. Živeli so v posebnih skupnostih (vicus pirustarum) in imeli svoje sodstvo, ki je bilo v pristojnosti njihovega plemenskega poglavarja. Nekateri njihovi vodje so omenjeni kot princeps.

### Rimska vojska v Dakiji
V Dakiji je bilo na višku njene moči nameščenih okoli 50.000 vojakov.
Trajan je ob koncu svojega prvega pohoda v Dakijo leta 102 v Sarmizegetusi Regii namestil eno legijo. Po dokončni osvojitvi Dakije je v novi provinci namestil najmanj dve legiji: v Berzobisu IV. legijo Flavia Felix in v Apulu XIII. legijo Gemina. Domneva se, da je bila v provinci takrat tudi  I. legija Adiutrix, vendar ni nobenega dokaza niti za čas niti za mesto njene namestitve. V provinci morda sploh ni bila cela legija, ampak samo njene veksilacije.
Trajanov naslednik Hadrijan je IV. legijo Flavia Felix premestil iz Berzobisa v Singidunum v Gornjo Mezijo, ker je bil verjetno prepričan, da za zagotavljanje varnosti v Dakiji zadostuje ena sama legija. Markomanske vojne, ki so izbruhnile severno od Donave, so prisilile Marka Avrelija, da je premestil V. makedonsko legijo iz Troesmisa v Gornji Meziji v Potaisso v Dakiji.
Epigrafski dokazi kažejo, da je bilo v rimskem obdobju po celi Dakiji nameščenih veliko pomožnih vojaških enot. To na prvi pogled kaže, da je bila zelo militarizirana, v resnici pa ni bila nič bolj kot druge obmejne province, na primer Mezija, Panonija in Sirija. Število legij v Meziji in Panoniji se po ustanovitvi province Dakije ni zmanjšalo. Ko je bila Dakija vključena v cesarstvo in so se njegove meje razširile proti severu, se je ob srednji Donavi med Novo in Durostorom sprostilo nekaj še kako potrebnih legij, s katerimi so okrepili obrambo Dakije. Vojaški dokumenti poročajo o najmanj 58 pomožnih enotah, ki so bile iz Panonije in Mezije premeščene večinoma v Dakijo. Enote so bile zelo različne (numeri, cohortes milliariae, quingenariae in alae) in so opravljale različne naloge. To seveda ne pomeni, da so bile v Dakiji vse enote istočasno in ves čas njenega obstoja.

### Naselja
V romaniziranem delu Dakije sta bili dve vrsti naselij: urbana naselja, ki so imela položaj kolonij (coloniae) ali municipijev, in podeželska naselja, večinoma vile (villas)  s pripadajočimi latifundiji in vasmi (vici). Najpomembnejše so bile kolonije, v katerih so bili svobodno rojeni prebivalci skoraj izključno rimski državljani. Municipiji so imeli drugorazreden položaj, vendar so bili sodno in upravno delno neodvisni.
V provinci je bilo do dvanajst rimskih mest. Vsa so se razvila iz vojaških taborov, ki jih dal na vojnih pohodih zgraditi Trajan.  Veliki mesti Ulpia Traiana Sarmizegetusa in Apulum (Alba Iulia) sta bili po socialni, gospodarski in arhitekturni razvitosti podobni mestom v zahodnem delu cesarstva.
- Ulpia Traiana Sarmizegetusa, ki jo je ustanovil Trajan, je imela sprva status kolonije in je bila edina colonia deducta v provinci.[153] Prevlado ji je zagotavljal položaj, ki ga je dobila ob ustanovitvi, in vloga upravnega središča province. Zanjo je veljalo italsko pravo (ius Italicum).[154]
- Apulum  je bil na začetku ena od baz Trajanovih legionarjev. Takoj zatem so se v bližini ustanovile pridružene canabae legionis. Že med Trajanovo vladavino je kakšne štiri kilometre od tabora ob reki Mureş nastalo še civilno naselje.[154] Naselje se je hitro razvijalo in se med vladanjem Marka Avrelija iz vasi (vicus) pretvorilo v municipij. Cesar Komod je Apulumu podelil položaj kolonije.[155] Njegov pomen se je še povečal, ko je postal upravno središče Apulske Dakije (Dacia Apulensis) in sedež vrhovnega vojaškega poveljstva province Tri Dakije.[63] Ko mu je cesar Septimij Sever dodelil del njegovih kanab s položajem municipija, je postal tekmec Ulpie Traiane Sarmizegetuse.
- Drobeta  je bila najpomembnejše mesto v Spodnji Dakiji. Zgrajena je bila v bližini kamnitega tabora s 500 vojaki, ki so branili severne pristope k Trajanovemu mostu čez Donavo. Cesar Hadrijan je mesto povzdignil na položaj municipija z vsemi pravicami, kot so jih imela mesta v Italiji.[156] Septimij Sever je sredi 190. let mesto pretvoril v popolnoma samostojno kolonijo.[157]
- Romula je bila morda upravno središče Dacie Malvensis. Imela je položaj municipija, ki ga je dobila verjetno med vladanjem cesarja Hadrijana, potem pa jo je Septimij Sever povzdignil na položaj kolonije.[158]

- Napoca je bila morda mesto vrhovnega vojaškega poveljstva Dacie Porolissensis.[159] Hadrijan ji je dal položaj municipija, Komod pa jo je pretvoril v kolonijo.[144]
- Potaissa je bila med markomanskimi vojnami tabor V. makedonske legije.[159] Ob mestnih vratih so bile zgrajene kanabe.[144] Septimij Sever ji je podelil status municipija, pod Karakalo pa je postala kolonija. [144]
- Porolissum je bil zgrajen med dvema taboroma ob rimskem zidu, ki je branil glavni prelaz preko Karpatov. Med vladavino Septimija Severja je dobil položaj municipija.[160]
- Dierna (Orşova, Romunija), Tibiscum (Jupa, Romunija) in Ampelum (Zlatna, Romunija) so bila pomembna mesta.[161] Ampelum je bil največje rudarsko mesto v regiji, vendar je njegov zakonski status neznan.[162] Dierna je bila carinska postaja, kateri je Septimij Sever podelil položaj municipija.[163]
- Sucidava (Corabia, Romunija) je bila zgrajena na mestu nekdanjega zemljenega tabora, ki ga je postavil Trajan. Sucidava ni bila niti dovolj velika niti dovolj pomembna, da bi dosegla položaj municipija ali kolonije in je ostala pagus ali morda vicus.[163]

Ker je bilo pogosto težko določiti mejo med "romaniziranimi" vasmi in naselji, ki so spadala v kategorijo malih mest, so na seznamu samo na tista, ki so presegala gospodarsko raven, zadostno za preživetje, in so se vsaj delno ukvarjala tudi s trgovino in proizvodnjo. Druga mesta ob glavni dačanski rimski cesti so našteta v Tabuli Peutingeriani. Mednje spadajo Brucla, Blandiana, Germisara, Petris in Aquae. Mesti Germisara in Aquae sta bili zgrajeni ob termalnih vrelcih in še vedno živi. Lokacije Brucle, Blandiane in Petrisa niso zanesljive. Petris je bil skoraj zagotovo na mestu sedanje Uroi v Romuniji, ker je imel kjučen položaj za trgovanje in komuniciranje znotraj province.
Domneva se, da je imela rimska Dakija veliko število vojaških vici, naselij, ki so bila povezana z utrjenimi vojaškimi tabori. Trditev ni povsem dokazana, ker je bilo podrobno raziskanih samo nekaj takšnih mest. V srednji dolini reke Mureş je bilo vsekakor nekaj civilnih naselij, povezanih s tabori pomožnih enot, na primer v Orăştioari de Sus, Cigmău (sedanja Ocna Mureş) in Miciji. V Miciji so odkrili tudi majhen amfiteater. 
Vzorci naselij v dolini Mureș kažejo premik proti naseljem z mestnimi jedri. V srednji Dakiji so odkrili 10 do 28 vasi, ki so jih identificirali kot nakopičena naselja, v katerih so se ukvarjali predvsem s kmetijstvom. Tlorisi vasi se v grobem delijo na dva osnovna tipa. V prvega spadajo vasi, zgrajene na tradicionalen način. Takšne so vasi Radeşti, Vinţu de Jos in Obreja, v katerih prevladujejo tradicionalne vkopane dačanske hiše z nekaj površinskimi bivališči iz brun. Tlorisi drugega tipa vasi se zgledujejo po rimskih vzorcih.
Identifikacija vil (villa) je v večjem delu Dakije nepopolna. Na seznamu je manj kot trideset takšnih najdišč, četudi je njihovo število zagotovo mnogo večje. 

### Gospodarstvo
Dakija je s pomočjo rimske vojske, ki je vzdrževala Pax Romana, cvetela do krize tretjega stoletja. Iz relativno zaostale polbarbarske in pretežno podeželske družbe se je razvila v provinco, primerljivo z drugimi rimskimi provincami. V njej je bilo v obtoku več denarja kot v sosednjih provincah.
Njeni naravni viri so za cesarstvo pomenili veliko bogastvo. Postala je ena od večjih pridelovalk žita, zlasti pšenice, in po letu 250 v Ulpii Traiani Sarmizegetusi kovala bronast rimski denar. Pred tem so jo z denarjem oskrbovale verjetno centralne kovnice. Gospodarsko rast je še pospešila mreža rimskih cest. 
Dodatna spodbuda za vključevanje Dakije v Rimsko cesarstvo so bili njeni zlati rudniki. V rudnike zlata v pogorju Bihor so pripeljali rudarje iz Dalmacije, ki so začeli polniti rimsko državno blagajno. Zlati rudniki Alburnus Maior so cveteli med letoma 131 in 167, potem pa so zaloge zlata izčrpale in donosi so začeli upadati. Rudnike so okoli leta 215 zaprli.
Dakija je imela poleg rudnikov zlata tudi rudnike soli, železa, srebra in bakra, ki so jih izkoriščali že dačanski kralji, in kamnolome, ki so gradbenike oskrbovali z velikimi količinami  škriljevca, peščenjaka, andezita, apnenca in marmorja.
Mesta so postala ključna središča proizvodnje.  V Porolissu, Romuli in Dierni so bile livarne brona, v Napoci delavnice za izdelavo brošk in zaponk, v Apulu pa kovačnice orožja. V Ulpii Traiani Sarmizegetusi in Tibiscu so odkrili tudi steklarne. V vaseh in podeželskih naseljih so se ukvarjali predvsem z obrtjo, vključno z lončarstvom. Samo v Micăsasi so odkrili 26 lončarskih peči in na stotine kalupov za izdelavo lokalne terra sigillate. 

### Vera
Napisi in kipi v Dakiji razkrivajo široko paleto verstev. Poleg božanstev rimske uradne državne vere se pojavljajo tudi božanstva, ki izhajajo iz Grčije, Azije in zahodne Evrope. 43,5 % božanstev ima latinska imena, saj so bili v Dakiji prisotni vsi glavni bogovi rimskega panteona: Jupiter, Junona, Minerva, Venera, Apolon, Liber, Libera in drugi. Nenavadno pomemben je bil rimski bog Silvan, ki je bil po pomembnosti takoj za Jupitrom.
Približno  20 % dačanskih napisov je povezanih z vzhodnimi kulti, na primer s Cibelo in Atisom. Več kot 274 napisov omenja  Mitro, ki je bil priljubljen predvsem pri vojakih. Kult tračanskega konjenika je prišel iz Trakije in Mezije. V Dakiji so odkrili tudi galsko zaščitnico konj Epono in Matrone iz severozahodne Evrope.
Dačani so častili tudi svoja stara lokalna božanstva, vendar ni nobenega dokaza, da bi katero od njih vstopilo v panteon rimski bogov ali da bi katero od njih častili pod rimskim imenom. Možno je, da Dačani svojim božanstvom niso pripisovali človeških podob. V dačanskih trdnjavah iz časa Burebista in Decebala ni bilo v svetiščih nobenih kipov njhovih božanstev. Glavnih dačanskih svetih mest, ki so bila uničena med Trajanovimi osvajalskimi vojnami, ni po vojnah nadomestilo nobeno novo. Ohranilo se je nekaj kultnih mest lokalnega pomena, na primer Germisara, ki je služila tudi v rimskem času, vendar se je obredje v njih zaradi romanizacije spremenilo. Lokalna božanstva na primer so dobila rimska imena.
Rimljani so v zelo romanizirana mestna središča s seboj prinesli tudi rimski pogrebne običaje, ki so se bistveno razlikovali od dačanskih iz obdobja pred rimsko osvojitvijo. Med nagrobnimi spomeniki so bile najbolj priljubljene stele, čeprav so arheologi odkrili tudi bolj dovršene spomenike, na primer edikule, tumule in mavzoleje. Velika večina spomenikov je bila bogato okrašena s kipi levov, medaljoni in stebri.
Zdi se, da so bili takšna pokopališča značilna samo za mesta. Nekaj pokopališč, ki so jih odkrili na podeželju, so opredelili kot dačanska, za nekatera, na primer v Devi, Sălaşu de Sus in Cincisu, pa se domneva, da so spadala k vilam.
Tradicionalni dačanski pogrebni običaji so preživeli rimsko obdobje in se nadaljevali v porimsko obdobje, v katerem se je prvič pojavilo krščanstvo.

## Zadnja desetletja rimske Dakije (235–271/275)
V 230. letih se je zadnje obdobje miru v rimski Dakiji končalo. Velik zaklad, v katerem je bilo okoli 8000 rimskih kovancev, izdanih v času Komoda in Elagabala, ubitega leta 222, ki so ga odkrili v Romuli, imajo poznavalci za dokaz, da je bila provinca v težavah že v prvi četrtini 3. stoletja. Petdesetletno obdobje neredov v Rimskem cesarstvu se v uradni zgodovini začenja leta 235, v katerem je na rimski prestol prišel Maksimin Tračan (vladal 235-238). V tem obdobju sta militarizacija vlade, ki jo je vpeljal Septimij Sever, in razvrednotenje denarja privedla cesarstvo do bankrota. Selitev Gotov na jug proti donavski meji, ki je bila posledica markomanskih vojn, se je v 3. stoletju nadaljevala in še povečevala pritisk na tam naseljena plemena. V letih 235 do 238 se je Maksimin Tračan v Dakiji vojskoval proti Karpom, potem pa se je moral zaradi državljanske vojne vrniti v Italijo. Ko je na rimski prestol končno prišel cesar Gordijan III. (vladal 238–244), je zmeda v cesarstvu omogočila Gotom, da so skupaj s Karpi leta 238 zasedli Histrijo in zatem izropali gospodarsko pomembna gospodarska središča v delti Donave.
Ker cesarstvo vdorov ni moglo preprečiti z vojsko, je bilo prisiljeno kupiti mir v Meziji z visokimi letnimi davki, ki so jih plačevali Gotom. Sporazum z Goti je razbesnel njihove zaveznike Karpe, ki so zahtevali svoj delež davka. Cesar Filip Arabec (vladal 244-249) je leta 245 prenehal plačevati davek, zato so Karpi že naslednje leto napadli Romulo. V letih 243 do 247 so verjetno požgali tudi kastrum v Răcari. Vse kaže, da so Rimljani med Filipovo vladavino zaradi vdorov Karpov zapustili obrambno črto limes Transalutanus. Nadaljnji napadi so cesarja prisilili, da je zapustil Rim in sam prevzel poveljstvo v Dakiji.
Konec leta 247 so bili Karpi dokončno poraženi in so zaprosili za mir. Filip Arabec je za svoje zmage dobil vzdevek Carpicus Maximus. Dačanska mesta so se kljub temu začela pripravljati na obrambo. V Sucidavi so na hitro zgradili kamnit zid in obrambni jarek, najverjetneje zaradi vdorov barbarskih plemen okoli leta 246 ali 247. Leta 248 je zid okoli mesta okrepila tudi Romula. Epigraf, ki so ga odkrili v Apulu, pozdravlja cesarja Decija (vladal 249-251) kot restavratorja Dakije (restitutor Daciarum). Cesarja in njegovo vojsko so 1. julija 251 v bitki pri Abritu, sedanjem Razgardu v Bolgariji, pobili Goti. Trdno zasidrani na ozemlju ob spodnji Donavi in na zahodni obali Črnega morja so Goti vplivali tudi na romanizirane Dačane in provinca Dakija je začela razpadati.
Nenehni pritiski Gotov v času vladavine cesarja Galiena (vladal 253-268) in delitev zahodnega dela cesarstva med njim in Postumom v Galiji leta 260 so povzročili, da se je Galienova pozornost usmerila predvsem na donavsko mejo. Za več zaporednih zmag nad Karpi in pridruženimi dačanskimi plemeni je Galien dobil častni naslov Dacicus Maximus. Antični knjižni viri (Evtropij, Avrelij Viktor in Fest) kljub temu pišejo, da je bila Dakija izgubljena ravno med njegovo vladavino. Cesar je velik del kohort iz V. makedonske legije in XIII. legije Gemina premestil iz Dakije v Panonijo. Zadnjih kovanci iz Ulpie Traiane Sarmizegetuse in Porolisa še nosijo njegov portret, postavljanje spomenikov z napisi pa je po letu 260, ki je pomenilo prelomnico v zgodovini cesarstva, skoraj popolnoma prenehalo.
Kovanci, ki so jih kovali okoli leta 270 med Avrelijanovo obnovo cesarstva, nosijo napis DACIA Felix (srečna Dakija). Zaradi pritiskov, da mora rešiti problem Palmirskega cesarstva na vzhodu, je moral Avrelijan najprej urediti stanje na donavski meji. Čeprav nerad in morda samo kot začasen ukrep se je odločil, da se bo umaknil iz Dakije. Uraden datum njegovega umika je leto 271. Nekateri poznavalci trdijo, da je svojo vojsko in državno upravo umaknil leta 272-273 ali morda šele leta 275.
Avrelijan je po umiku južno od Donave ustanovil novo provinco, ki se je po njem imenovala Avrelijanova Dakija (Dacia Aureliana). Njeno upravno središče je bila Serdica, sedanja bolgarska prestolnica Sofija, ki je pred tem spadala v Spodnjo Mezijo. V novo provinco se je iz Dakije preselil tudi del njenega romaniziranega prebivalstva.

## Obdobje po umiku Rimljanov

### Naselitev Gotov (Tervingov)
Cesar Galerij je nekoč izjavil tisto, česar so se Rimljani že dolgo zavedali: da je Donava najbolj izzivalna meja cesarstva. Bila je izredno dolga in večinoma neprimerna za rimski način vojskovanja. Rimljani so za obrambo provinc južno od Donave obdržali vojaške utrdbe na severnem bregu Donave še dolgo po umiku iz Dakije. Avrelijan je obdržal oporišče v Drobeti, medtem ko so deli XIII. legije Gemina ostali v Desi najmanj do leta 305. Kovanci s podobo cesarja Gracijana (vladal 375-383), ki so jih odkrili pri Dierni, kažejo, da je mesto delovalo tudi po umiku Rimljanov.
Prva leta po umiku so rimska mesta še delovala, vendar na nižji ravni. Plemena, ki so bila pred umikom naseljena severno od Donave, med njimi Sarmati, Bastarni, Karpi in Kvadi, so bila pod vedno večjim pritiskom Vandalov, ki so se naselili na severu, in Gepidov in Gotov, ki so prodirali z vzhoda in severovzhoda. Stara plemena so začela pritiskati na rimsko ozemlje, kar je še bolj oslabilo rimsko obrambo. Da bi dobila dovoljenje za vstop v cesarstvo, so rimsko oblast izmenično rotila, da jim dovoli vstop, in ji grozila z napadom, če bi bile njihove zahteve zavrnjene. Bastarnom so nazadnje dovolili naselitev v Trakiji, preživelim Karpom pa v novi provinci Panoniji Valeriji zahodno od njihove domovine. Karpov niso nikoli uničila barbarska plemena niti se niso v celoti vključili v Rimsko cesarstvo. Tiste, ki so preživeli na mejah cesarstva, so imenovali kar Karpodaki (Carpodacae) – Karpi iz Dakije.
Do leta 291 so si Goti opomogli od poraza, ki jim ga je zadal Avrelijan, in začeli prodirati v nekdanjo rimsko Dakijo. Njihovemu naseljevanju so nasprotovali Karpi in neromanizirani Dačani. Ko so jih Goti premagali, so naleteli na Rimljane, ki so še vedno poskušali ohraniti nadzor na ozemljih ob Donavi. Nekaj delno romaniziranih prebivalcev je ostalo na svojem ozemlju in uspelo sobivati z Goti. Do leta 295 so Goti dokončno premagali Karpe in se ustalili v Dakiji, ki so jo preimenovali v Gotijo. Rimljani so Tervinge, ki so zasedli vzhodni del stare rimske province, Besarabijo in ozemlje do Dnestra na vzhodu in do Oltenije na zahodu, nazadnje priznali za federate. Goti so do 320. let spoštovali mirovno pogodbo in se še naprej naseljevali v nekdanji Dakiji. Meja na Donavi je bila v tem času mirna.
Okoli leta 295 je cesar Dioklecijan (vladal 284-305) reorganiziral obrambo meje na Donavi in na levem bregu reke od Sirmija do Ratiarije in Durostoruma ustanovil utrjene tabore. Njihova glavna naloga je bila obramba glavnih prehodov preko reke, zagotavljanje prehoda vojske preko reke, naloga opazovališč in oporišč rečnih patrulj.

### Kasnejši rimski vpadi
Med vladanjem Konstantina I. so Tervingi izkoristili državljanjsko vojno med njim in Licinijem in leta 323 iz Dakije napadli Rimsko cesarstvo. Licinij, ki je vse do poraza leta 324 užival tervinško podporo, je po porazu pobegnil v Dakijo. Konstantin je zato zelo agresivno reagiral na vse dejavnosti barbarov na meji severno od Donave. Do leta 328 je v Sucidavi zgradil nov most čez Donavo, popravil cesto od Sucidave do Romule in postavil vojaško utrdbo v Dafni (sedanji Spantov, Romunija).
Konstantin je na dačanskem ozemlju nameraval ponovno ustanoviti rimsko provinco, zato je na začetku leta 336 osebno povedel svojo vojsko preko Donave in uničil tamkajšnja gotska plemena. Rimski senat ga je zato počastil z naslovom Dacicus Maximus  in sredi leta 336 proslavil njegovo zmago skupaj s tridesetletnico njegovega prihoda na prestol. Podelitev naslova je po mnenju poznavalcev pomenila vsaj delno ponovno osvojitev Dakije. Kakorkoli že, most v Sucidavi je vzdržal manj kot štirideset let, kar je leta 367 odkril cesar Valens, ko je na pohodu proti Gotom poskušal preko njega prečkati Donavo. Kastrum v Sucidavi se je kljub temu uporabljal do leta 447, ko ga je uničil Atila.
Tervingi, pregnani iz Oltenije, so se pomaknili proti Transilvaniji in prišli v konflikt s Sarmati. Leta 334 so zaprosili Konstantina za vojaško pomoč in dobili dovoljenje, da se lahko večina njih na miroljuben način naseli južno od Donave. Tervingi, ki so v vojni z Rimljani doživeli težak poraz,so sklenili mirovno pogodbo, ki je ohranjala mir do leta 367.
Zadnji velik rimski vdor v nekdanjo provinco Dakijo je bil leta 367, ko je cesar Valens izkoristil diplomatski incident za pretvezo za velik vojni pohod proti Gotom. V upanju, da bo ponovno zavzel oporišče na nasprotnem bregu Donave, ki ga je v Sucidavi postavil Konstantin, je 30. maja v bližini Dafne prečil Donavo in začel prodirati na gotsko ozemlje. Pohod, ki je trajal do septembra, je potekal brez večjih težav. Cesar je ponovno napadel leta 368 in v Karsiju postavil bazni tabor, potem pa ga je zaustavila poplava Donave. Prosti čas je izkoristil za obnovo rimskih utrdb ob Donavi. Naslednje leto mu je uspelo priti preko Donave in napasti Tervinge in jih premagati. Po zmagi jim je vsilil mir pod svojimi pogoji.
Njegov pohod je bil zadnji rimski poskus, da bi se vrnili v svojo nekdanjo provinco Dakijo. Kmalu zatem so z vzhoda pritisnili Huni in prisili Tervinge, da zapustijo Dakijo in poiščejo zatočišče v Rimskem cesarstvu. Po preselitvi v Trakijo so se zaradi prevare rimskih provincijskih poveljnikov Lupinika in Maksima uprli in leta 378 v bitki pri Odrinu potolkli glavnino rimske vzhodne armade in Valensa ubili.

## Spori o usodi Dakoromanov
Dolgo časa se je domnevalo, da je prebivalstvo Daciae Traianae po Avrelijanovi ukinitvi province zapustilo provinco in se preselilo na jug. Usoda romaniziranih Dačanov in izvor Romunov sta postala predmet polemik, ki so nastale v 18. in 19. stoletju iz političnih nagibov med romunskimi nacionalisti in v Avstroogrski monarhiji.
Ena od teorij trdi, da se je proces, v katerem je nastalo romunsko ljudstvo, začel z romanizacijo Dakije in iz dako-romanske populacije, ki po umiku Rimljanov leta 275 ni v celoti zapustila province. Arheološki dokazi z grobišč in naselij podpirajo trditev, da je del domorodnega prebivalstva ostal v Dakiji. Lončenina iz obdobja po letu 271, ki so jo odkrili v Potaisi, in rimski kovanci Marka Klavdija Tacita (vladal 275-275) in Krispa, sina Konstantina I., ki so jih odkrili v Napoki, kažejo, da sta se mesti ohranili tudi po rimskem umiku. V Porolisu so rimski kovanci ponovno začeli krožiti pod Valentinijanom I. (vladal 364-375), medtem ko so v Ulpii Traiani Sarmizegetusi še naprej živeli lokalni Dakoromani, ki so zaradi vpadov barbarov utrdili mestni amfiteater. Po tej teoriji se je romunsko prebivalstvo še naprej razvijalo pod vplivom Rimskega cesarstva vse do začetka 6. stoletja, do katerega je cesarstvo obdržalo ozemlje južno od Donave in Dobrudžo in imelo vpliv na regije severno od Donave. Proces je olajšalo trgovanje in gibanje ljudi preko reke. Rimska mesta v srednjih in južnih delih Dakije so vsekakor preživela, vendar v zmanjšani velikosti in manj bogata.
Konkurenčna teorija trdi, da se je zmanjšanje števila prebivalcev zaradi ukinitve Dakije prekrivalo s potrebo po ponovni naselitvi izpraznjenega Balkana. Nekaj Dakoromanov je zagotovo ostalo v Dakiji, vendar njihovo število ni bilo veliko. Spremembe krajevnih imen kažejo na popoln umik iz rimske Dakije, ker so se imena rimskih mest, trdnjav in naselij popolnoma opustila, toda arheologi po skoraj dvesto letih raziskav še vedno niso odkrili dokončnega dokaza, da je po rimskem umiku večina Dakoromanov ostala v Dakiji. Rimski kovanci, ki so bili v nekdanji provinci v prometu po letu 271, kažejo podobno sliko kot v sedanji sosednji Slovaški in stepah sedanje Ukrajine. Jezikovni podatki in krajevna imena po drugi strani kažejo, da je romunski jezik začel nastajati v Spodnji Meziji ali drugih rimskih provincah južno od Donave. Analiza krajevnih imen v Dakiji kaže, da so Slovani vsaj nekaj krajevnih imen prevzeli morda od neromaniziranih Dačanov.
Po mnenju tistih, ki zagovarjajo nepretrgan obstoj romaniziranih Dačanov po umiku Rimljanov, je Avrelijanova odločitev, da se umakne iz Dakije, pomenila samo umik legij in pomožnih vojaških enot zaradi obrambe meje na Donavi.  Civilno prebivalstvo rimske Dakije umika ni imelo za uvod v prihajajočo katastrofo, zato do masovnega izseljevanja ni prišlo. Za masovno izseljevanje civilnega prebivalstva in obsežno uničenje premoženja po umiku rimske vojske ni nobenega dokaza.